# Stico
Stico es una película cómica española de 1985 dirigida por Jaime de Armiñán sobre un profesor de Derecho Romano descontento con su vida que se ofrece como esclavo a un antiguo alumno a cambio de comida y alojamiento. Se presentó en la 35ª edición del Festival Internacional de Cine de Berlín, donde Fernando Fernán Gómez ganó el Oso de Plata al mejor actor.

## Reparto
| Actor                 | Personaje                                |
| --------------------- | ---------------------------------------- |
| Fernando Fernán Gómez | Don Leopoldo Contreras de Tejada (Stico) |
| Agustín González      | Gonzalo Bárcena                          |
| Carme Elias           | María                                    |
| Amparo Baró           | Felisa                                   |
| Mercedes Lezcano      | Margarita                                |
| Manuel Zarzo          | Claudio                                  |
| Beatriz Elorrieta     |                                          |
| Manuel Torremocha     |                                          |
| Toa Torán             |                                          |
| Sandra Milhaud        |                                          |
| Bárbara Escamilla     |                                          |
| Vanesa Escamilla      |                                          |
| Manuel Galiana        | Luis Cuartero                            |

## Recepción
La revista Fotogramas describe la película como "una fábula que quedó algo desdibujada" pero que también tiene " la suficiente habilidad como para aguantar la historia con dignidad".